# Rita Chikwelu
Rita Chikwelu, née le 6 mars 1988 à Asaba au Nigeria, est une footballeuse internationale nigériane évoluant au poste de milieue de terrain ou d'attaquante.

## Biographie

### Carrière en club
De 2006 à 2009, Rita Chikwelu joue dans l'équipe FC United en Finlande : en 2009, elle est la meilleure buteuse avec 22 buts. Depuis 2010, elle joue dans le club Umeå IK en Suède.
En 2023, elle signe à Al-Shabab, devenant la première Nigeriane à évoluer en Arabie saoudite.

### Carrière en sélection
Rita Chikwelu participe aux coupes du monde de football des moins de 20 ans de 2004 à 2008 et fait ses débuts dans l'équipe nationale du Nigeria  en 2007, à l'occasion de la Coupe du monde 2007.
Elle fait partie de l'équipe olympique du Nigeria qui participe, en 2008, aux jeux olympiques d'été de 2008 à Pékin. Elle participe également avec l'équipe du Nigeria à la Coupe du monde 2011.
Elle remporte la Coupe d'Afrique des nations 2018.

### Source de la traduction
- (en) Cet article est partiellement ou en totalité issu de l’article de Wikipédia en anglais intitulé « Rita Chikwelu » (voir la liste des auteurs).